# Shady Spring (Virginia Occidental)
Shady Spring es un lugar designado por el censo ubicado en el condado de Raleigh en el estado estadounidense de Virginia Occidental. En el Censo de 2010 tenía una población de 2998 habitantes y una densidad poblacional de 188,62 personas por km².

## Geografía
Shady Spring se encuentra ubicado en las coordenadas 37°42′13″N 81°5′27″O / 37.70361, -81.09083. Según la Oficina del Censo de los Estados Unidos, Shady Spring tiene una superficie total de 15.89 km², de la cual 15.73 km² corresponden a tierra firme y (1.04%) 0.17 km² es agua.

## Demografía
Según el censo de 2010, había 2998 personas residiendo en Shady Spring. La densidad de población era de 188,62 hab./km². De los 2998 habitantes, Shady Spring estaba compuesto por el 98.17% blancos, el 0.17% eran afroamericanos, el 0% eran amerindios, el 0.67% eran asiáticos, el 0% eran isleños del Pacífico, el 0.2% eran de otras razas y el 0.8% pertenecían a dos o más razas. Del total de la población el 0.3% eran hispanos o latinos de cualquier raza.